# Hommershausen
Hommershausen ist ein Ortsteil der Stadt Frankenberg (Eder) im nordhessischen Landkreis Waldeck-Frankenberg.

## Geographie
Der Ort liegt im Norden des Bundeslandes Hessen, eingebettet in das Ederbergland. Zum Ort gehört die an der Nuhne gelegene Obere Butzmühle. Nachbarorte sind Wangershausen und Rengershausen.

## Geschichte
Die älteste bekannte schriftliche Erwähnung von Hommershausen erfolgte im Jahr 1016 unter dem Namen Huomereshuson in einer Urkunde des Hochstifts Worms. Weitere Erwähnungen erfolgten unter den Ortsnamen (in Klammern das Jahr der Erwähnung): Huomereshuson (1016); Hummershusen (1275); Humbrachtshusen (1409) sowie Hombertshusen, Homertzhusen und Hommershausen (1577).
Im „Sternerkrieg“ von 1372 bis 1373 fiel der Ort wüst. 1518 erfolgte die Wiederbesiedelung. Im Jahr 1588 kam der Ort zum Gericht Röddenau. Ab 1623 war die Pfarrei Viermünden für Hommershausen zuständig. 
1890 wurde die Freiwillige Feuerwehr gegründet. An das öffentliche Stromnetz wurde der Ort 1921 angeschlossen. 1982 wurde die Dorfstraße ausgebaut. 2001 erfolgte der Anschluss an das öffentliche Kanalsystem.

### Hessische Gebietsreform
Am 31. Dezember 1970 wurde die bis dahin selbständige Gemeinde Hommershausen im Zuge der Gebietsreform in Hessen auf freiwilliger Basis in die Stadt Frankenberg (Eder) (damalige Schreibweise Frankenberg-Eder) eingegliedert. Für Hommershausen wurde, wie für die übrigen Stadtteile, ein Ortsbezirk mit Ortsbeirat und Ortsvorsteher nach der Hessischen Gemeindeordnung eingerichtet.

### Bevölkerung
Einwohnerentwicklung
 Quelle: Historisches Ortslexikon
- 1577: 4 Hausgesesse
- 1747: 10 Haushaltungen

| Hommershausen: Einwohnerzahlen von 1834 bis 2016 | Hommershausen: Einwohnerzahlen von 1834 bis 2016 | Hommershausen: Einwohnerzahlen von 1834 bis 2016 | Hommershausen: Einwohnerzahlen von 1834 bis 2016 | Hommershausen: Einwohnerzahlen von 1834 bis 2016 |
| --- | ------------------------------------------------ | ------------------------------------------------ | ------------------------------------------------ | ------------------------------------------------ |
| Jahr |                                                  |                                                  |                                                  | Einwohner                                        |
| 1834 | 1834                                             |                                                  | 141                                              | 141                                              |
| 1840 | 1840                                             |                                                  | 146                                              | 146                                              |
| 1846 | 1846                                             |                                                  | 168                                              | 168                                              |
| 1852 | 1852                                             |                                                  | 166                                              | 166                                              |
| 1858 | 1858                                             |                                                  | 159                                              | 159                                              |
| 1864 | 1864                                             |                                                  | 151                                              | 151                                              |
| 1871 | 1871                                             |                                                  | 141                                              | 141                                              |
| 1875 | 1875                                             |                                                  | 138                                              | 138                                              |
| 1885 | 1885                                             |                                                  | 130                                              | 130                                              |
| 1895 | 1895                                             |                                                  | 110                                              | 110                                              |
| 1905 | 1905                                             |                                                  | 124                                              | 124                                              |
| 1910 | 1910                                             |                                                  | 134                                              | 134                                              |
| 1925 | 1925                                             |                                                  | 108                                              | 108                                              |
| 1939 | 1939                                             |                                                  | 98                                               | 98                                               |
| 1946 | 1946                                             |                                                  | 154                                              | 154                                              |
| 1950 | 1950                                             |                                                  | 137                                              | 137                                              |
| 1956 | 1956                                             |                                                  | 111                                              | 111                                              |
| 1961 | 1961                                             |                                                  | 107                                              | 107                                              |
| 1967 | 1967                                             |                                                  | 108                                              | 108                                              |
| 1980 | 1980                                             |                                                  | ?                                                | ?                                                |
| 1991 | 1991                                             |                                                  | 137                                              | 137                                              |
| 2005 | 2005                                             |                                                  | 158                                              | 158                                              |
| 2011 | 2011                                             |                                                  | 162                                              | 162                                              |
| 2016 | 2016                                             |                                                  | 158                                              | 158                                              |
| Datenquelle: Historisches Gemeindeverzeichnis für Hessen: Die Bevölkerung der Gemeinden 1834 bis 1967. Wiesbaden: Hessisches Statistisches Landesamt, 1968. Weitere Quellen: ; Stadt Frankenberg (Eder); Zensus 2011 |                                                  |                                                  |                                                  |                                                  |

Religionszugehörigkeit
| • 1961: | 96 evangelische (= 89,72 %), 11 katholische (= 10,28 %) Einwohner |

## Sehenswürdigkeiten
- Butzkirche, eine mittelalterliche Fachwerkkirche, nach 1818 größtenteils aus Butzebach hierher gebracht.
- Das funktionsfähige Backhaus aus dem Jahr 1812
- Die Hommerhäuser Heide, ein FFH-Gebiet.

## Persönlichkeiten
- Justus Wissemann (1814–1884), Bürgermeister und Mitglied der kurhessischen Ständeversammlung